# Everlange
Everlange (luxembourgeois : Iewerleng, allemand : Everlingen) est une section de la commune luxembourgeoise d'Useldange située dans le canton de Redange.

## Téléfilm tourné à Everlange
- 1984 : Déi Zwéi vum Bierg réalisé par Menn Bodson, Marc Olinger et Gast Rollinger. Le village d'Everlange est le cadre principal de cette évocation des effets de la guerre de 1939-1945 sur la vie de ses habitants. Le tournage eut lieu de février à décembre 1984.